# كريستوف دومينيسي
كريستوف دومينيسي (بالفرنسية: Christophe Dominici) هو لاعب اتحاد الرغبي فرنسي، ولد في 20 مايو 1972 في تولون في فرنسا.

## وصلات خارجية
- كريستوف دومينيسي على موقع IMDb (الإنجليزية)
- كريستوف دومينيسي عل موقع إسبنسكروم (الإنجليزية)
- كريستوف دومينيسي على موقع ItsRugby.co.uk (الإنجليزية)